# 9 Syberyjski Pułk Strzelców (Imperium Rosyjskie)
9 Syberyjski Pułk Strzelców Armii Imperium Rosyjskiego (ros. 9-й Сибирский стрелковый полк) – pułk piechoty Armii Imperium Rosyjskiego. Został sformowany 7 maja 1880 r. Święto pułkowe obchodzono w dniu 9 maja.

## Historia
Jednostka została utworzona 7 maja 1880 r. jako 4 Wschodnio-Syberyjski Batalion Strzelecki. Sformowano ją z pięciu kompanii 2, 3, 4 i 5 Wschodnio-Syberyjskich Batalionów Liniowych.
Batalionowi przekazano z 4 Wschodnio-Syberyjskiego Batalionu Liniowego sztandar (model 1763 z 3 czerwonymi i 4 białymi paskami i czarnymi rogami, złoty haft) nadany Nerczyńskiemu Batalionowi Górskiemu. Przy sztandarze znajdowała się Jubileuszowa Wstęga Aleksandra. Batalion wchodził w skład Wschodnio-Syberyjskiej Brygady Strzeleckiej. Kwaterował we wsi Nikolskoje (Wschodni Syberyjski Okręg Wojskowy). 
Od 30 października 1883 batalion wchodził w skład 1 Wschodnio-Syberyjskiej Brygady Strzeleckiej. 14 lipca 1884 r., kiedy Wschodnio-Syberyjski Okręg Wojskowy został podzielony, brygada weszła w skład Priamurskiego Okręgu Wojskowego. 
18 listopada 1885 anulowano starszeństwo z 1720 r., a Jubileuszowa Wstęga Aleksandra została przekazana petersburskiemu Arsenałowi. 
14 marca 1898 r. rozpoczęto formowanie pułku. Od 31 marca 1898 istniał 9 Wschodnio-Syberyjski Pułk Strzelecki. Ustanowiono oznaczenia 9.W-S na pagonach i epoletach mundurów. Pułk wszedł w skład 3 Wschodnio-Syberyjskiej Brygady Strzeleckiej. Stacjonował w Port Arthur (obwód Kwantun). W 1900 roku pułk walczył w Chinach, w regionie Zatoki Pohaj, w Pekinie. W 1901 pułk powrócił do Port Arthur.

### Wojna rosyjsko-japońska
Pułk znajduje się na obszarze działań wojennych. 28 stycznia 1904 r. 3 Wschodnio-Syberyjska Brygada Strzelecka została włączona do 3 Syberyjskiego Korpusu Armijnego Armii Mandżurskiej. 3 Wschodnio-Syberyjska Brygada Strzelecka została przekształcona w dywizję. 27 marca 1904 r. dywizja weszła w skład Wschodniego Oddziału Armii Mandżurskiej. 6 sierpnia 1904 r. Oddział Wschodni przemianowano na 3 Syberyjski Korpus Armijny. Dywizja pozostała w składzie Korpusu. 1 grudnia 1904 r. korpus wszedł w skład 1 Armii Mandżurskiej. Do 1906 roku pułk stacjonował we Władywostoku (Priamurski Okręg Wojskowy). Dywizja nie wchodziła w skład armijnych korpusów. 17 grudnia 1906 r. pułk otrzymał odznaki na czapki z napisem Za Liaoyang 11-18 sierpnia, Benxi 28-29 września 1904 roku i za boje lutowe 1905 roku. 1 lutego 1907 r. sformowano oddział karabinów maszynowych. 17 września 1907 r. oddział ten otrzymał odznaki na czapkach z napisem Za odznaczenie w wojnie z Japonią w 1904 roku, przyznane 1 kompanii karabinów maszynowych 3 Wschodnio-Syberyjskiej Dywizji Strzeleckiej 8 lutego 1907 r.
We wrześniu 1910 r. 3 Syberyjska Dywizja Strzelecka weszła w skład formowanego 4 Syberyjskiego Korpusu Armijnego. Od 1 września 1910 r. istniał 9 Syberyjski Pułk Strzelecki. Pułk stacjonował we Władywostoku. 26 lipca 1912 r. ustanowiono naszyć na chorągwi św. Jerzego fragment wstęgi św. Jerzego z napisem odznaczenia pułku „Za zdobycie Wschodniego Arsenału i miasta Tiencina w 1900 roku" i podwiązać wstęgę św. Jerzego z frędzlami do rurki głowicy.

### I wojna światowa
Podczas I wojny światowej pułk walczył w operacji łódzkiej, m.in. w bitwie nad Rawką. 6 lutego 1917 r. wydzielono kadry na formowanie 18 Syberyjskiej Dywizji Strzeleckiej. W marcu 1918 r. pułk został rozformowany w guberni permskiej.

## Organizacja Pułku
Od 10 stycznia 1880 r. batalion był sformowany w składzie czterech kompanii. Od 28 stycznia 1898 r. 4 Wschodnio-Syberyjski Pułk Strzelecki składał się z 2 batalionów. 30 stycznia 1904 r. jedna kompania została skierowana do sformowania 33 Wschodnio-Syberyjskiego Pułku Strzeleckiego. 2 października 1904 r. pułk został przeorganizowany w trzy batalionowy skład. 18 czerwca 1905 r. sformowano konny oddział ordynansów. 11 października 1905 r. pułk przeorganizowano w skład czterobatalionowy. 

## Dowódcy
4 Wschodnio-Syberyjski Batalion Strzelecki
- 02.07.1892 - 08.04.1896 - pułkownik Walentin Michajłowicz Morawski
- 25.04.1896 - 03.04.1898 - pułkownik Siergiej Fedorowicz Sawicz

9 Wschodnio-Syberyjski Pułk Strzelecki
- 03.04.1898 - 04.04.1900 - pułkownik Siergiej Fedorowicz Sawicz
- 27.04.1900 - 03.02.1904 - pułkownik, generał-major Wiktor Wasiliewicz Raznatowski
- 27.02.1904 – 11.10.1908 - pułkownik Apollon Sardinowicz Meschiew
- 11.10.1908 - после 1.04.1914 - pułkownik Maksymilian Michajłowicz Goraiski
- 27.11.1915 - 07.02.1917 - pułkownik Nikołaj Nikołajewicz Krzeminski
- 15.02.1917 - pułkownik Aleksandr Aleksandrowicz Głotow
- 03.1917 – pułkownik Wołkow (pełniący obowiązki dowódcy pułku)
- 29.09.1917 – podpułkownik Josif Wiktorowicz Klimaszewski (pełniący obowiązki dowódcy pułku)